# Перевезення організованих груп дітей
Перевезення організованих груп дітей — одночасне перевезення десяти і більше дітей з керівником, відповідальним за їх супроводження під час поїздки (на групу з тридцяти і більше дітей призначається додатково медичний працівник).